# Les Menus

Les Menus este o comună în departamentul Orne, Franța. În 1 ianuarie 2022 avea o populație de 241 de locuitori.